# KAIST
KAIST (původně zkratka anglického názvu Korea Advanced Institute of Science and Technology) je jihokorejská státní výzkumná univerzita, která sídlí ve vědeckém městečku Daedeok Innopolis, které bylo vybudováno poblíž města Tedžon. Byla založen korejskou vládou v roce 1971 jako první veřejná vědecká a technická instituce v zemi, a to díky půjčce ve výši 6 milionů amerických dolarů od Agentury Spojených států pro mezinárodní rozvoj. Za tu dobu si získala mimořádnou prestiž, podle QS World University Rankings 2025 jde o 53. nejkvalitnější vysokou školu na světě, 14. v Asii a druhou v Jižní Koreji (po Soulské státní univerzitě). V roce 2007 KAIST zavedl pro své studenty programy duálního studia (možnost získat titul na dvou různých univerzitách současně), partnerskými institucemi mu v tom jsou Dánská technická univerzita, Univerzita Carnegieho–Mellonových, Georgijský technický institut, Technická univerzita Berlín a Technická univerzita Mnichov. V roce 2021 měla škola přes 10 tisíc studentů. Původně KAIST sídlil v Soulu, do nově vybudovaného vědeckého městečka se přestěhoval v roce 1989.